# Antoine Makoumbou
Antoine Makoumbou, né le 18 juillet 1998 à Paris, est un footballeur international congolais, qui possède aussi la nationalité française. Il joue au poste de milieu défensif à Samsunspor.

## Biographie

### En club
Antoine Makoumbou est formé à l'AS Monaco qu'il rejoint à l'âge de 15 ans, mais où il ne joue jamais en professionnel. En janvier 2018, après six mois sans club, il rejoint l'AC Ajaccio pour une saison et demie, mais quitte le club à l'issue de ses premiers mois au club sans avoir joué de match avec l'équipe première. La saison suivante, il joue avec l'équipe réserve du FSV Mayence la saison suivante.
En 2020, il rejoint la Slovénie et le Tabor Sežana puis le NK Maribor, club mythique du pays, où il est prêté en 2021. En janvier 2022, il rejoint définitivement le club et est sacré champion de Slovénie à l'issue de la saison.
En 2022, Makoumbou rejoint le Cagliari Calcio pour quatre saisons. Avec le club sarde, il parvient à remonter en Serie A en 2023.

### En sélection
Le 9 juin 2021, il fait ses débuts avec l'équipe du Congo lors d'un match amical face au Niger. Il inscrit son premier but avec les Diables rouges le 8 juin 2022 face à la Gambie lors d'un match de qualification à la CAN 2024.

## Palmarès
- NK Maribor
  - Champion de Slovénie en 2022